# Akalabeth
Akalabeth: World of Doom – jedna z pierwszych komercyjnych komputerowych gier fabularnych, wydana w 1980 na komputer osobisty Apple II. Początkowo była projektem hobbystycznym. Jest poprzedniczką serii Ultima, dzięki której Richard Garriott rozpoczął swoją karierę.
Gra została napisana latem 1979 r. przez kilkunastoletniego wówczas Garriotta w BASIC-u na komputerze Apple II. Pracował wówczas w sklepie firmy ComputerLand w Clear Lake City w Teksasie. Była to 28 gra napisana przez niego. Garriott przez krótki czas rozprowadzał ją sam, w plastikowych torbach, zamykanych na zamek błyskawiczny. Potem firma California Pacific Computer Company zakupiła do niej prawa i opublikowała ją.
Podczas tworzenia Akalabeth, Garriott inspirował się głównie Dungeons & Dragons i dziełami J.R.R. Tolkiena. Sprowadził grę fabularną na platformę komputerową. Gracz dostaje od Lorda Britisha zadanie pokonania dziesięciu, coraz trudniejszych potworów. Nazwa Akalabeth wywodzi się od Akallabêth, jednej z części Silmarillionu (Garriott pierwotnie nazywał ją „D&D28b”, dwudziestą ósmą, inspirowaną Dungeons & Dragons grą, jaką napisał).
Większość rozgrywki odbywa się w podziemiach, opartych wizualnie na prostej grafice wektorowej, oglądanych z perspektywy pierwszej osoby. Prócz tego, w grze pojawiała się prosta mapa świata i tekst. Poprzednie gry Garriotta, łącznie z D&D28 były tekstowe.
Gra osiągnęła znaczną popularność. Sprzedano dziesiątki tysięcy kopii. Ze sprzedaży każdej z nich Garriott dostawał 5 dolarów.
Często uważa się Akalabeth za grę, poprzedzającą cykl Ultima, choć nie potwierdzono tego oficjalnie. Wydano ją w 1998 r. na składance Ultima Collection, stąd nazywa się ją Ultimą 0. W wersji ze składanki dodano grafikę CGA i muzykę w formacie MIDI. Gra działała pod DOS-em. Był to pierwszy oficjalny port z Apple II, choć nieoficjalna DOS-owa wersja krążyła po Internecie od drugiej połowy 1995.